# Benteng Huraba
Benteng Huraba is een bestuurslaag in het regentschap Tapanuli Selatan van de provincie Noord-Sumatra, Indonesië. Benteng Huraba telt 1125 inwoners (volkstelling 2010).